# Oncometopia subcordata
Oncometopia subcordata är en insektsart som beskrevs av Schröder 1962. Oncometopia subcordata ingår i släktet Oncometopia och familjen dvärgstritar. Inga underarter finns listade i Catalogue of Life.